# Cheernahalli, Krishnarajanagara
Cheernahalli là một làng thuộc tehsil Krishnarajanagara, huyện Mysore, bang Karnataka, Ấn Độ.